# Houri

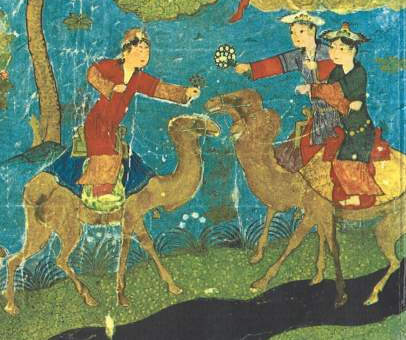
Houri cưỡi lạc đà trên thiên đường (bản thảo Ba Tư thế kỷ 15).

Houri (tiếng Ba Tư: حُـورِی, ḥūrī; số nhiều của ḥaurāʾ hoặc ḥūrīyah; tiếng Ả Rập: حُـورِيَّـة) là những người trong thần thoại Hồi giáo, được mô tả trong các bản dịch là "những người bạn đồng hành cùng tuổi", "có đôi mắt đáng yêu", với "ánh nhìn °chăm chăm khiêm nhường" và là những trinh nữ người sẽ hộ tống các tín đồ sùng đạo tới với Jannah (thiên đường Hồi giáo).

## Miêu tả
Houri có nhiều đặc điểm. Bao gồm:
- Trinh nữ[cần dẫn nguồn]
- Tránh nhìn kiểu liếc qua[cần dẫn nguồn]
- Ánh nhìn dè dặt[7]
- Mắt to và đẹp[8]
- Màng trinh chưa bị mất do quan hệ nam nữ[cần dẫn nguồn]
- Thích ngọc trai[cần dẫn nguồn]
- Gái trinh [cần dẫn nguồn]
- Bộ ngực khêu gợi / đầy đặn[cần dẫn nguồn]
- Ngực to nhưng không sệ[9]
- Bầu bạn cùng lứa[10]
- Không có kinh, không đại tiểu tiện và không có con[9]
- Cao 60 cubit (27,5 m)[11]
- Bề ngang 7 cubit (3,2 m) [cần dẫn nguồn]
- Trong trắng đến tận xương tủy[9][12]
- Trẻ vĩnh viễn[13]
- Cả người không có lông trừ lông mày và tóc trên đầu[13]
- Pure [12]
- Xinh đẹp[12]
- Da trắng[14]
- Lộng lẫy[15]

## 72 trinh nữ
Với Hồi giáo, khái niệm 72 trinh nữ (hay houri) đề cập tới một khía cạnh của thiên đường. Trong quyển Sunan al-Tirmidhi (Tập IV, các chương trong "Nét đặc trưng của thiên đàng qua miêu tả của sứ giả của Allah ", chương 21:" Những quà tăng nhỏ nhất cho người cõi Thiên", truyện thánh Muhammed và tín đồ của ông), Imam at-Tirmidhi nói rõ:
"Daraj Ibn Abi Hatim đề cập Abu al-Haytham 'Adullah Ibn Wahb kể lại theo lời Abu Sa'id -Khudhri, người đã nghe sứ giả Muhammed (phước lành ban cho ông) nói, "Tặng thưởng ít ỏi nhất cho người cõi Thiên là nơi ở có 80 ngàn người hầu và 72 trinh nữ, trên cao là mái vòm nạm ngọc trai, lam ngọc, hồng ngọc rộng từ Jabiyyah (ngoại thành Đamát) tới San'a (Yemen)"
Khái niệm này cũng được nhắc đến trong tác phẩm Tafsir ibn Kathir (lời chú giải về kinh Koran) của Ibn Kathir (Kinh Koran vần 55:72). Những nhà thần học hồi giáo chính thống như Ghazali(qua đời năm 1111 công nguyên) và Al-Ash'ari (qua đời năm 935 công nguyên) đã thừa nhận "những khoái lạc xác thịt dẫn lên thiên đàng".